# Church Fenton
Church Fenton är en ort och civil parish i Storbritannien.   Den ligger i grevskapet North Yorkshire och riksdelen England, i den centrala delen av landet, 270 km norr om huvudstaden London. Church Fenton ligger 9 meter över havet och antalet invånare är 789.
Terrängen runt Church Fenton är platt. Runt Church Fenton är det ganska tätbefolkat, med 120 invånare per kvadratkilometer. Närmaste större samhälle är York, 17,1 km nordost om Church Fenton. Trakten runt Church Fenton består till största delen av jordbruksmark.